# Silene chihuahuensis
Silene chihuahuensis är en nejlikväxtart som beskrevs av Paul Carpenter Standley. Silene chihuahuensis ingår i släktet glimmar, och familjen nejlikväxter. Inga underarter finns listade i Catalogue of Life.